# Les Jours heureux (téléfilm, 1961)
Pour plus de détails, voir Fiche technique et Distribution.
Les Jours heureux est un téléfilm français d'Arnaud Desjardins, sorti en 1961 sur la première chaîne de l'ORTF. C'est une comédie s'inspirant de la pièce de théâtre éponyme, écrite par Claude-André Puget.

## Synopsis
Traitant de la comédie amoureuse, le film raconte comment des jeunes filles, attirées par leurs cousins avec qui elles vivent sans adultes le temps d'un enterrement, et dont elles déplorent le cynisme, inventent un personnage fictif afin d'attiser leur jalousie.

## Distribution
- François Guérin : Michel
- Colette Bergé : Marianne
- Béatrice Belthoise : Pernette
- Jacques Lassalle : Olivier
- Yves Rénier : Bernard
- Marie Dubois : Francine